# Florence (Minnesota)
Florence es una ciudad ubicada en el condado de Lyon en el estado estadounidense de Minnesota. En el Censo de 2010 tenía una población de 39 habitantes y una densidad poblacional de 54,96 personas por km².

## Geografía
Florence se encuentra ubicada en las coordenadas 44°14′12″N 96°3′12″O / 44.23667, -96.05333. Según la Oficina del Censo de los Estados Unidos, Florence tiene una superficie total de 0.71 km², de la cual 0.71 km² corresponden a tierra firme y (0%) 0 km² es agua.

## Demografía
Según el censo de 2010, había 39 personas residiendo en Florence. La densidad de población era de 54,96 hab./km². De los 39 habitantes, Florence estaba compuesto por el 74.36% blancos, el 0% eran afroamericanos, el 0% eran amerindios, el 0% eran asiáticos, el 0% eran isleños del Pacífico, el 23.08% eran de otras razas y el 2.56% pertenecían a dos o más razas. Del total de la población el 23.08% eran hispanos o latinos de cualquier raza.